# Porta Camollia
Die Porta Camollia ist ein Stadttor in Siena und Teil der Stadtmauern von Siena.

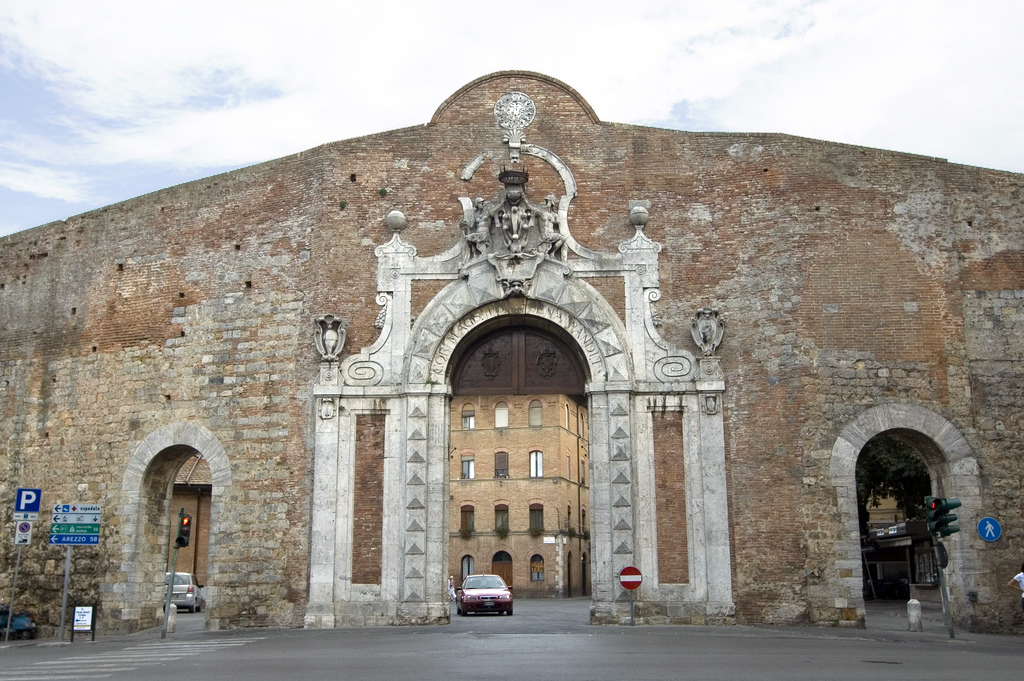
Außenfassade der Porta Camollia in Siena

## Lage
Das Stadttor Porta Camollia liegt am nördlichen Ende der historischen Innenstadt von Siena am Ende der Via Camollia. Die weiterführende Straße nach dem Stadttor heißt Via Vittorio Emanuele II., benannt nach Viktor Emanuel II., und führt nach Florenz. Der historische Weg führte hierbei über die Via Chiantigiana (heutige Strada Provinciale SP 222). Zudem liegt das Stadttor an der Via Francigena und der historischen Streckenführung der Via Cassia. Die nach dem Tor nach Westen führende Straße ist die nach Blaise de Monluc benannte Via Biagio di Montluc und führt am Arco di Fontegiusta vorbei zur Festung Santa Barbera (Fortezza Medicea), nach Osten führt die Viale Don Giovanni Minzoni zum ehemaligen Stadttor Porta San Lorenzo, heute Le lupe (Die Wölfinnen) genannt.
Das Stadttor liegt im Stadtdrittel Terzo di Camollia in der Contrada Istrice (Stachelschwein) und liegt im Stadtmauerring zwischen der Porta Ovile und der Festung Santa Barbara.

## Geschichte

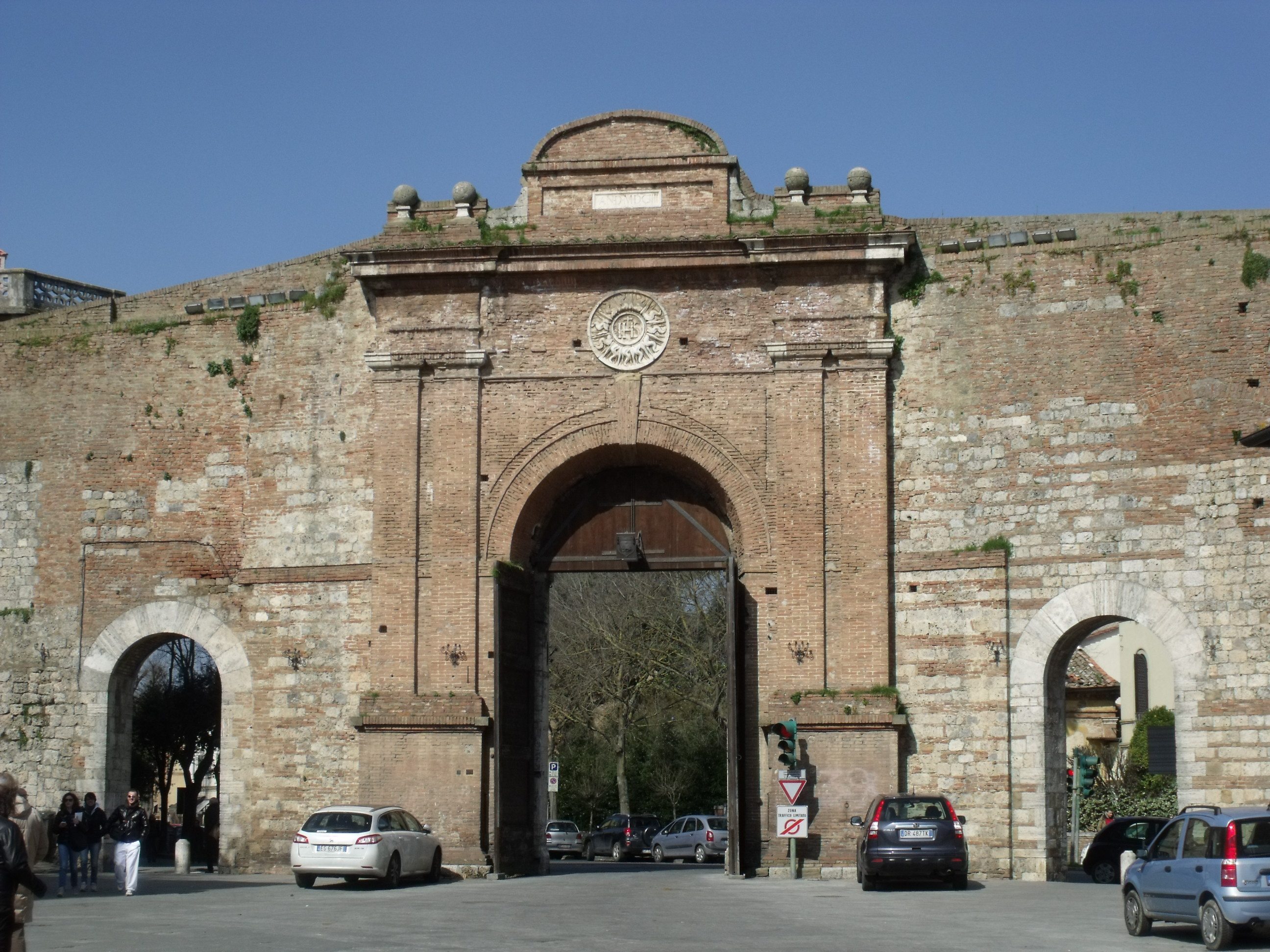
Innenfassade der Porta Camollia

Erstmals erwähnt wurde der Name Camollia im Juli 1028 in einem Dokument des Bischofs von Florenz zur im Borgo Camollia liegenden Kirche Chiesa di San Pietro alla Magione. Der Name entstammt einem heute nicht mehr vorhandenem Frauenhaus oder Frauenkloster (Casa Mulierum), aus dem mit der Zeit Ca’ mulierum und dann Camollia wurde. Dieses Borgo wurde durch die Stadtmauererweiterung Mitte des 12. Jahrhunderts in den Verteidigungsring eingegliedert. Hierzu entstanden im nördlichen Siena neue Stadttore wie die Porta di Bartolomeo Guerra, die Porta Campansi (beide heute nicht mehr vorhanden) und die Porta Camollia. Der Verteidigungskomplex, Castellaccia di Camollia genannt, entstand im 13. Jahrhundert auf dem Feld Prato di Camollia und erstreckte sich von der Porta Camollia über den Torrazzo di mezzo (Mittelturm, auch Porta Vetus genannt, heute nicht mehr existent) nach Norden bis zum Antiporto di Camollia (auch Portone dipinto genannt, Vortor, heute noch vorhanden) und dem noch davorliegenden Tor Porta Franca. Der Antiporto entstand nach der Schlacht von Montaperti zwischen 1262 und 1270.
1526 musste sich Siena gegen eine Belagerung durch die Fiorentiner und Clemens VII. wehren. Durch den militärischen Sieg der Seneser in der sogenannten Battaglia di Camollia (Schlacht von Camollia) am 25. Juli 1526 konnte die Belagerung beendet werden. Als Konsequenz aus der Bedrohung um die Camollia-Festungen errichtete Baldassare Peruzzi als Architetto della Repubblica um 1530 die Bastion Fortino delle Donne Senesi (auch Fortino di Pescaia genannt) und verstärkte die Befestigungsanlage.
1553 wurde die Außenanlagen außerhalb der Castellaccia durch den Architetto della Repubblica di Siena Giovanni Battista Pelori (1483–1558) und den französischen Heerführer Paul de la Barthe, seigneur de Thermes weiter verstärkt und mit drei zusätzlichen Festungstürmen ausgestattet. Der Verbindungsgraben nach San Prospero zu der südlich gelegenen Cittadella konnte nicht rechtzeitig fertig gestellt werden. Die Belagerung von Siena von 1554 bis zur Aufgabe der Stadt im April 1555 hatte ebenfalls ihren Ausgangspunkt an der Porta Camollia. Die fiorentinischen Belagerer von Cosimo I. de’ Medici mit Unterstützung von spanischen Truppen nahmen 26. Januar 1554 unter der Führung von Gian Giacomo Medici den Verteidigungskomplex Castellaccia di Camollia ein und hielten die Basis für die Einheiten in unmittelbarer Nähe zwischen der Kirche der Santa Patronilla und dem Palazzo Diovoli. Nach der Niederlage der Republik Siena bzw. dem diktierten Friedensvertrag zogen die Belagerer durch die Porta Camollia ein, während die Verteidiger durch die Porta Nuova nach Montalcino zogen. In dem Konflikt mit Florenz litt die Porta Camollia am meisten von allen Stadttoren, obwohl es das am stärksten befestigte war. Aufgrund der starken Beschädigungen am Haupttor wurde ca. 10 m weiter östlich ein weiterer, kleinerer, Torbogen in die Mauern eingesetzt. Dieser wurde nach dem Neubau des Tores wieder zugemauert.
Das heutige Stadttor entstand 1604 durch Alessandro Casolani und dem Bildhauer Domenico Cafaggi, auch Domenico Capo genannt. Die Beschlüsse zum Neubau des Tores fasste die Balìa (seneser Regierung) dazu im Sommer 1603.
Die beiden kleineren Nebeneingänge entstanden im Zuge der Restaurierung von 1930/31, wobei zunächst der von außen gesehene rechte Torbogen als Zugang für Fußgänger 1930 entstand und dafür das Zollhaus abgerissen wurde. Der linke, östliche Torbogen wurde 1931 errichtet.

## Inschriften und Kunstwerke
Die Außenseite enthält im steinernen Torbogen die Inschrift COR MAGIS TIBI SENA PANDIT, die eine Widmung an Ferdinando I. de’ Medici ist. Darüber befindet sich das Wappen der Medici mit der Widmung Ferdinando Med. / Mag. Duci Etr. III / S.P.Q.S. Die beiden Werke sowie die weiteren Verzierungen sind aus Travertin und stammen von dem Bildhauer Domenico Cafaggi. Auf der Innenseite des Tores befindet sich das IHS-Siegel des Bernhardin von Siena.

## Porta Camollia in der Kunst
Die Porta Camollia wurde mehrmals in der Kunst abgebildet.
- Biccherna-Tafeln (Haushaltsbücher der Stadt Siena), Staatsarchiv Siena im Palazzo Piccolomini.
  - La battaglia di Camollia, 1527 von Giovanni di Lorenzo Cini gemalt.
  - L’ingresso di Cosimo I. 1561.
- Giovanni di Lorenzo Cini: L’Immacolata protegge Siena durante la battaglia di Camollia, Chiesa di San Martino, Siena, 1528 entstanden.
- Rutilio Manetti: La città di Siena, auch Veduta di Siena genannt, Staatsarchiv Siena im Palazzo Piccolomini, um 1610 entstanden.
- Pinturicchio: Enea Silvio, Vescovo di Siena, presenta Eleonora d’Aragona all’imperatore Federico III. Libreria Piccolomini, Dom von Siena, Fresko, um 1502 entstanden. Das Treffen selbst fand am 24. Februar 1452 zwischen Friedrich III. und Eleonore Helena von Portugal statt.[2]
- Pinturicchio: San Bernardino giovinetto in preghiera davanti all’immagine dellaVergine dipinta sulla Porta di Camollia, Cappella Bufalini (Kapelle des Heiligen Bernhard von Siena), Santa Maria in Aracoeli, Rom, Fresko, 1486 entstanden.[12]
- Ventura Salimbeni: San Bernardino giovinetto in preghiera davanti alla Vergine di Porta Camollia, Sala del Capitano (Aula Consiliare), Palazzo Pubblico, Siena, Fresko, 1598 entstanden.[13][14]
- Francesco Vanni: Il Beato Ambrogio Sansedoni implora per la città di Siena, Chiesa di Santa Maria in Portico a Fontegiusta, 1589 entstanden.
- Giorgio Vasari: La presa del Forte presso Porta Camollia di Siena , Sala del Cinquecento, Palazzo Vecchio, Florenz, Fresko, 1567–1571 entstanden.[15]

## Bilder

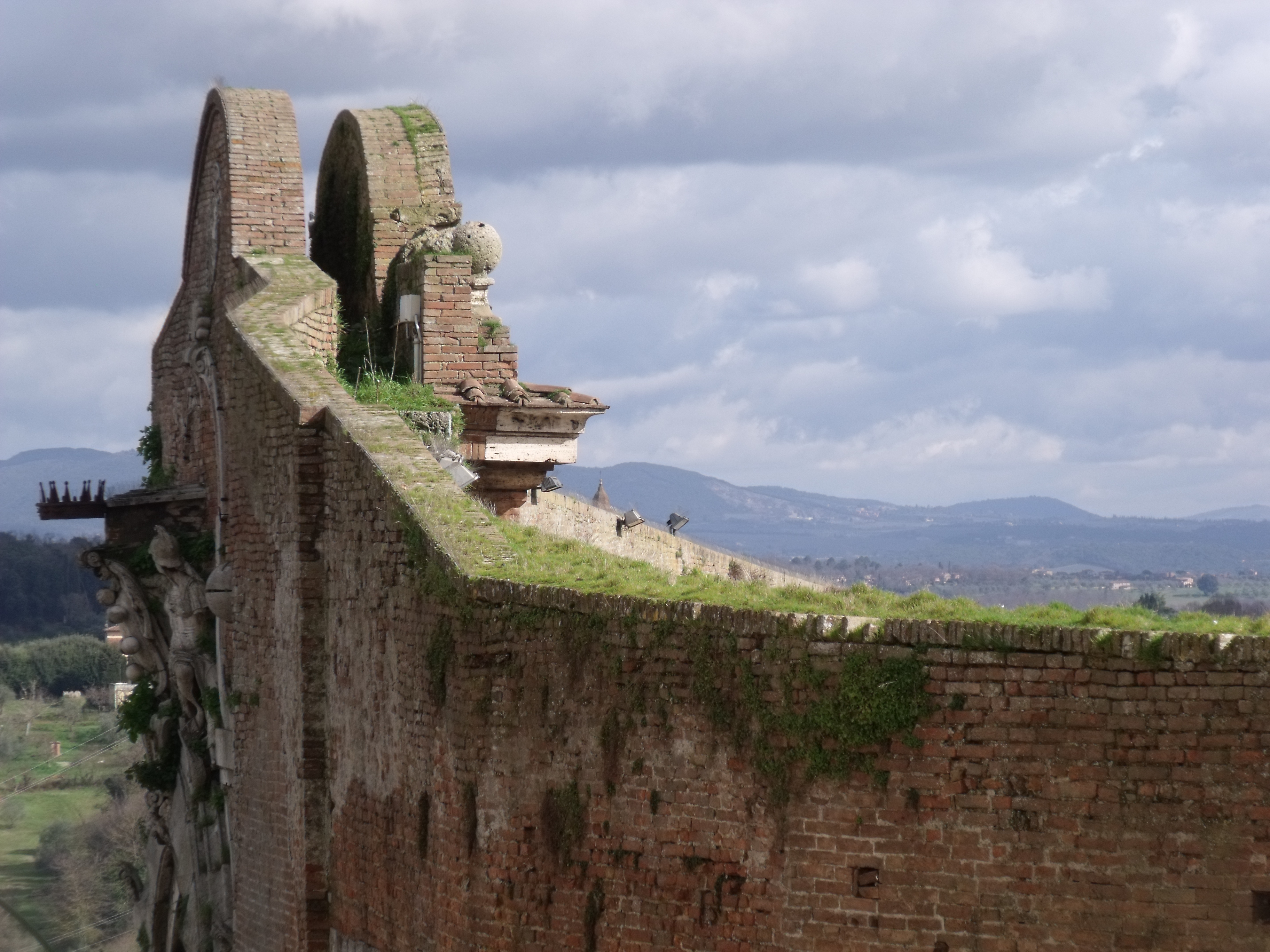
Die Porta Camollia als Teil der Stadtmauern von Siena
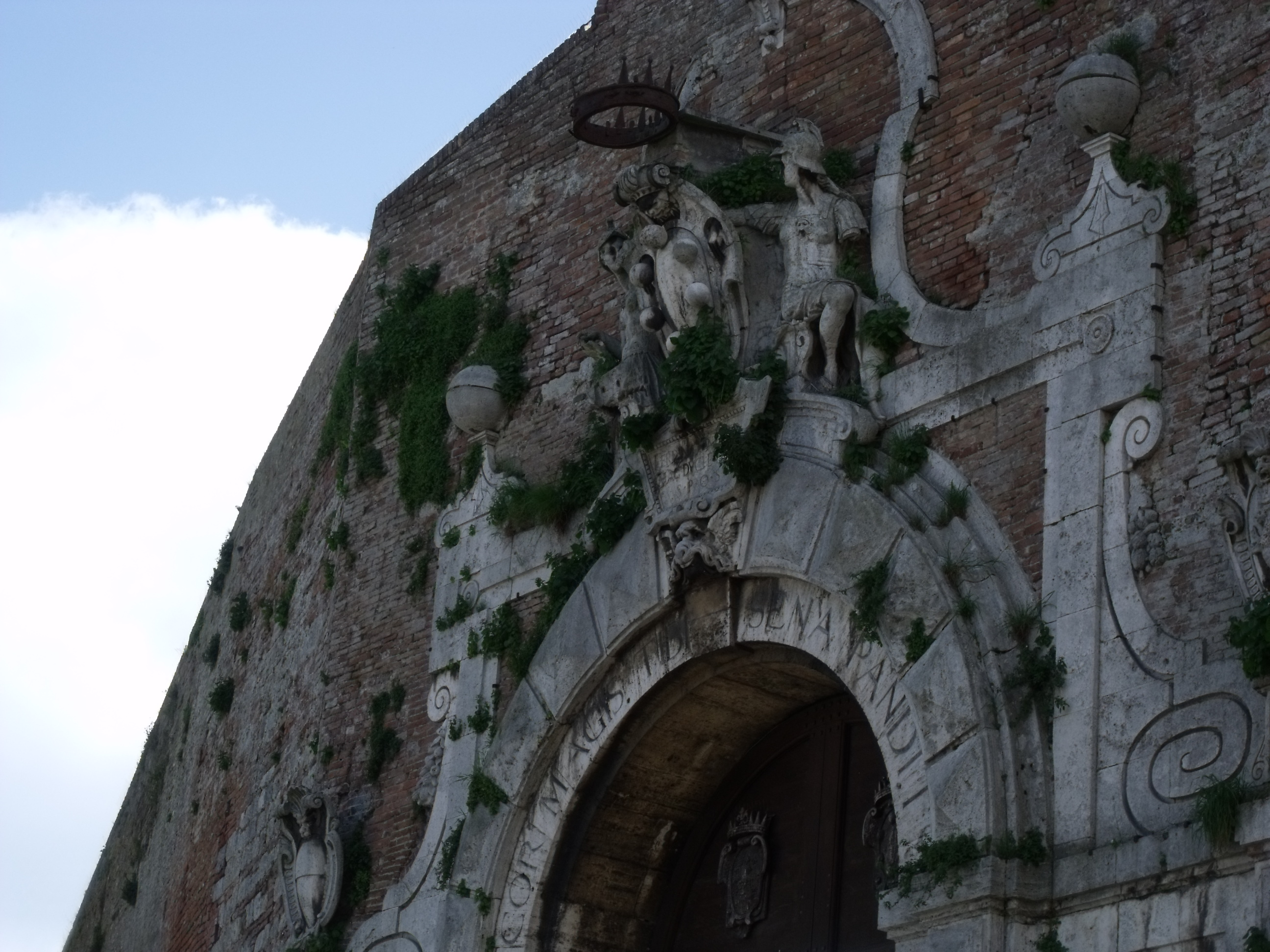
Inschriften und Verzierungen des Domenico Cafaggi an der Fassade
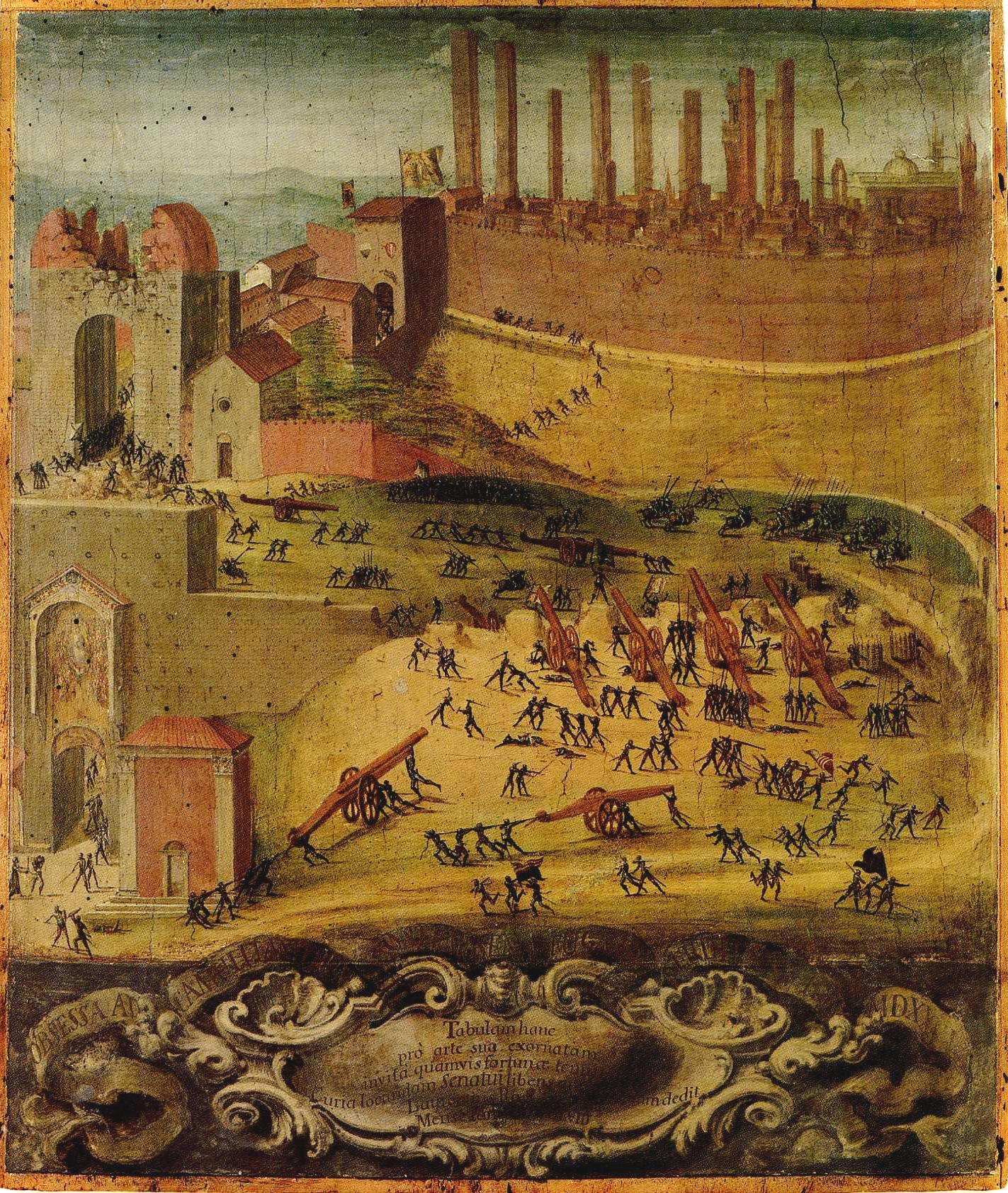
La battaglia di Camollia, Giovanni di Lorenzo Cini (Biccherna-Tafel von 1527)
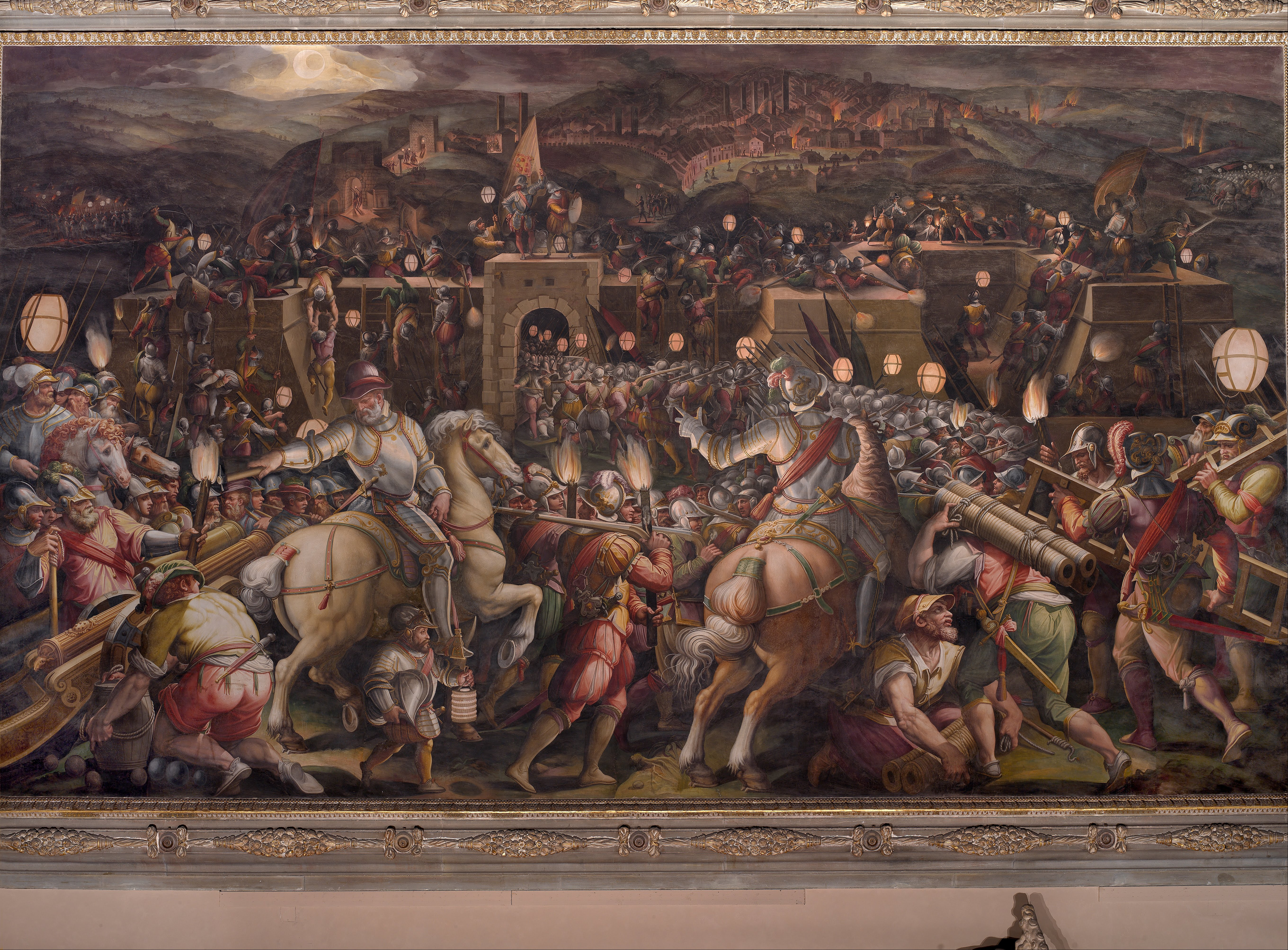
Giorgio Vasari: La presa del Forte presso Porta Camollia di Siena , Fresko im Palazzo Vecchio in Florenz